# Sterechinus
Genre
Sterechinus est un genre d’oursins de la famille des Echinidae.

## Description

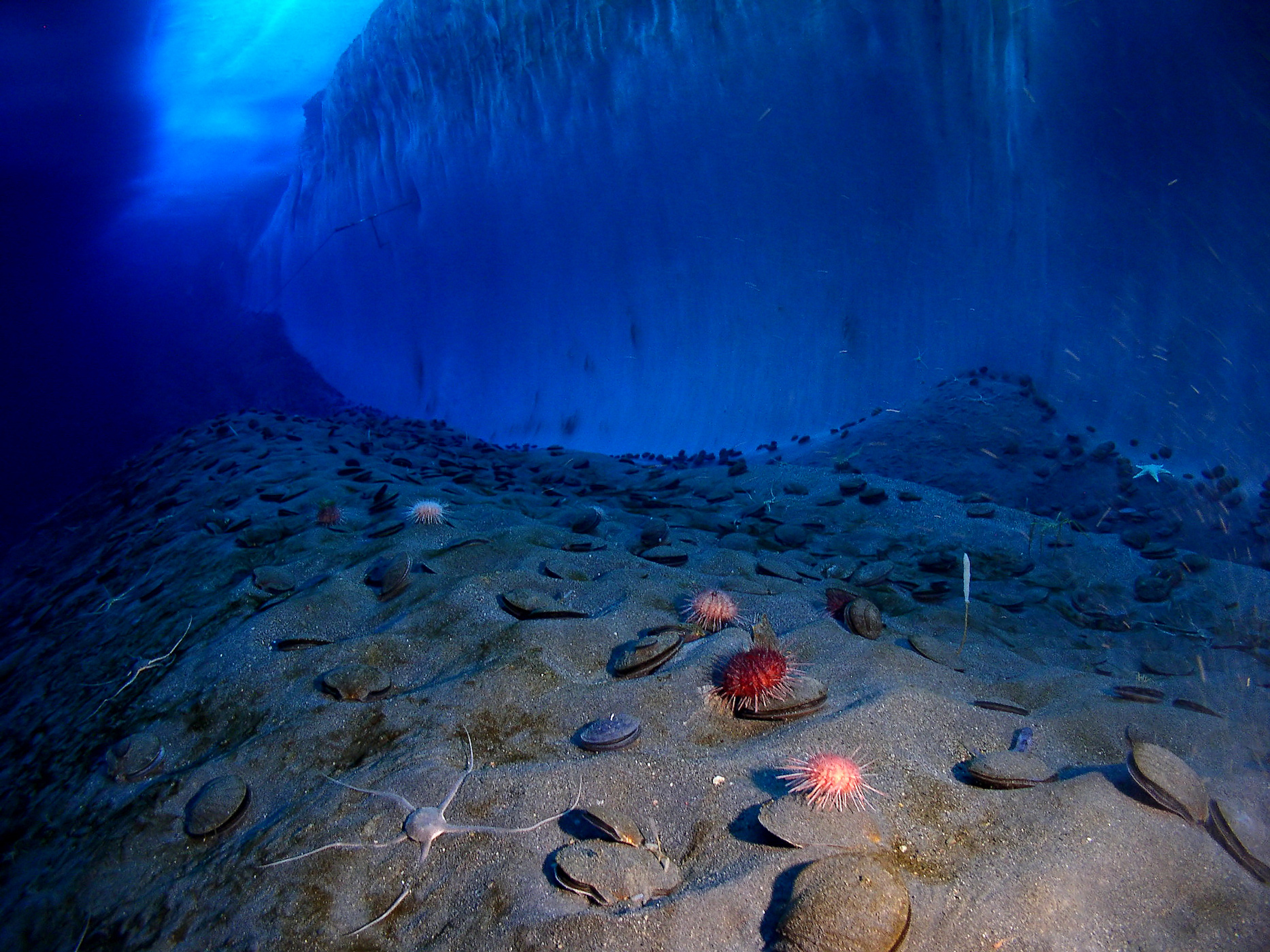
Sterechinus neumayeri et autres invertébrés subglaciaires devant un mur de glace.

Toutes les espèces actuelles de Sterechinus sont des oursins vivant en Antarctique.
Ce sont des oursins réguliers au test globulaire. Les mamelons sont non perforés, et les plaques ambulacraires de type oligopore.
Ce genre se distingue du proche Echinus par un disque apical hémicyclique et un périprocte bien plus large. Les plaques squelettiques sont aussi couvertes d'une granulation bien plus dense, supportant des radioles très courtes qui donnent un aspect duveteux à l'animal vivant, d'où émergent de fines radioles primaires. Le genre Selenechinus est extrêmement ressemblant, s'en distinguant surtout par les pédicellaires et le périprocte plus réduit. Il ne se trouve cependant pas du tout dans la même région. 

## Liste d'espèces
Selon World Register of Marine Species (5 octobre 2015) :
- Sterechinus agassizii (Mortensen, 1910) --  Sud-est de l'Amérique latine et îles Falkland, 75-970 m de profondeur
- Sterechinus antarcticus (Koehler, 1901) -- Antarctique, 100-1 080 m de profondeur
- Sterechinus bernasconiae (Larrain, 1975) -- Antarctique, îles australes de l'Atlantique et côtes du Sud de l'Amérique latine
- Sterechinus dentifer (Koehler, 1926) -- Antarctique
- Sterechinus diadema (Studer, 1876) -- îles Kerguelen, 5-220 m de profondeur
- Sterechinus neumayeri (Meissner, 1900) -- Sud de l'Amérique latine et Antarctique

## Galerie

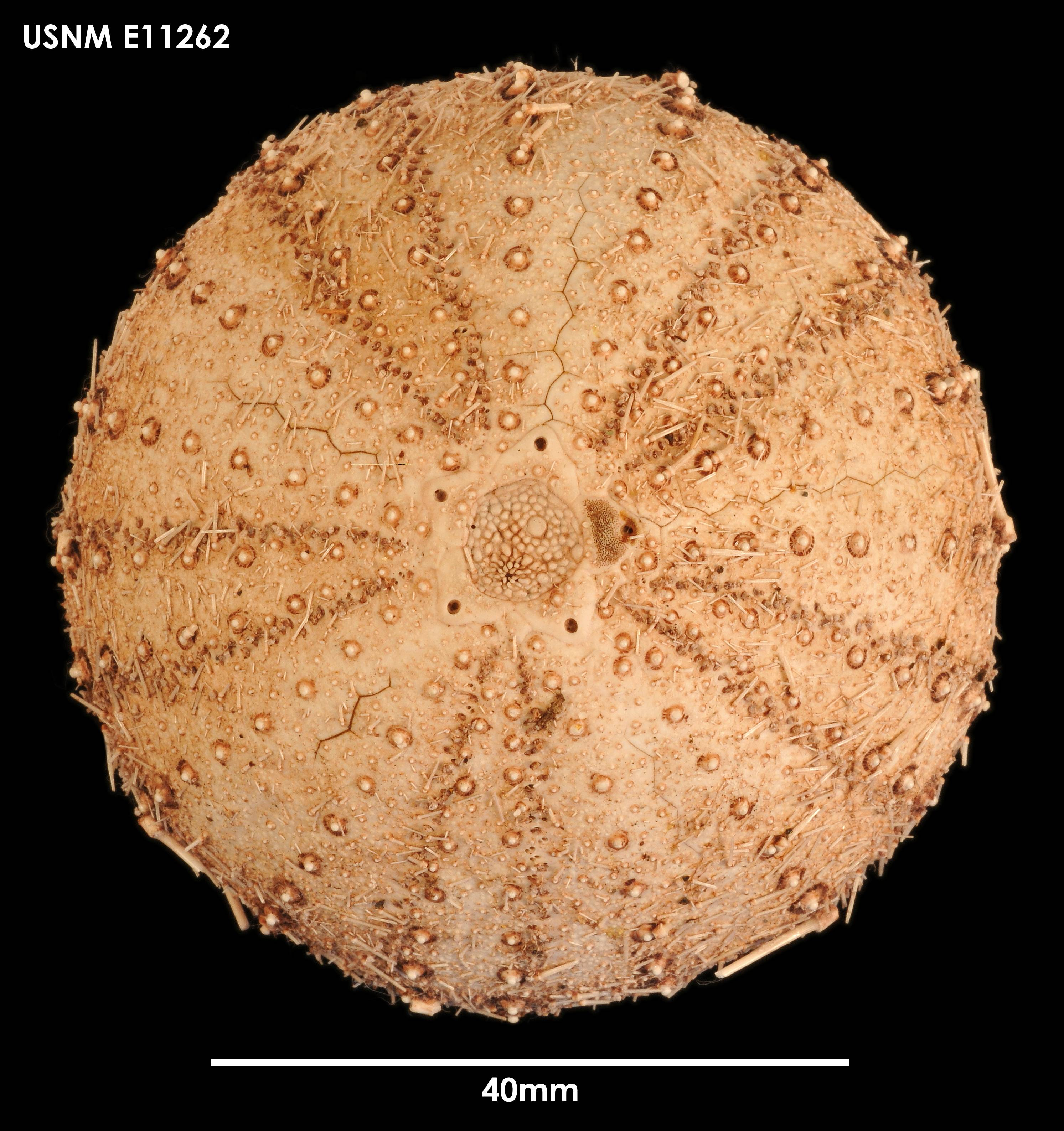
Sterechinus agassizi.
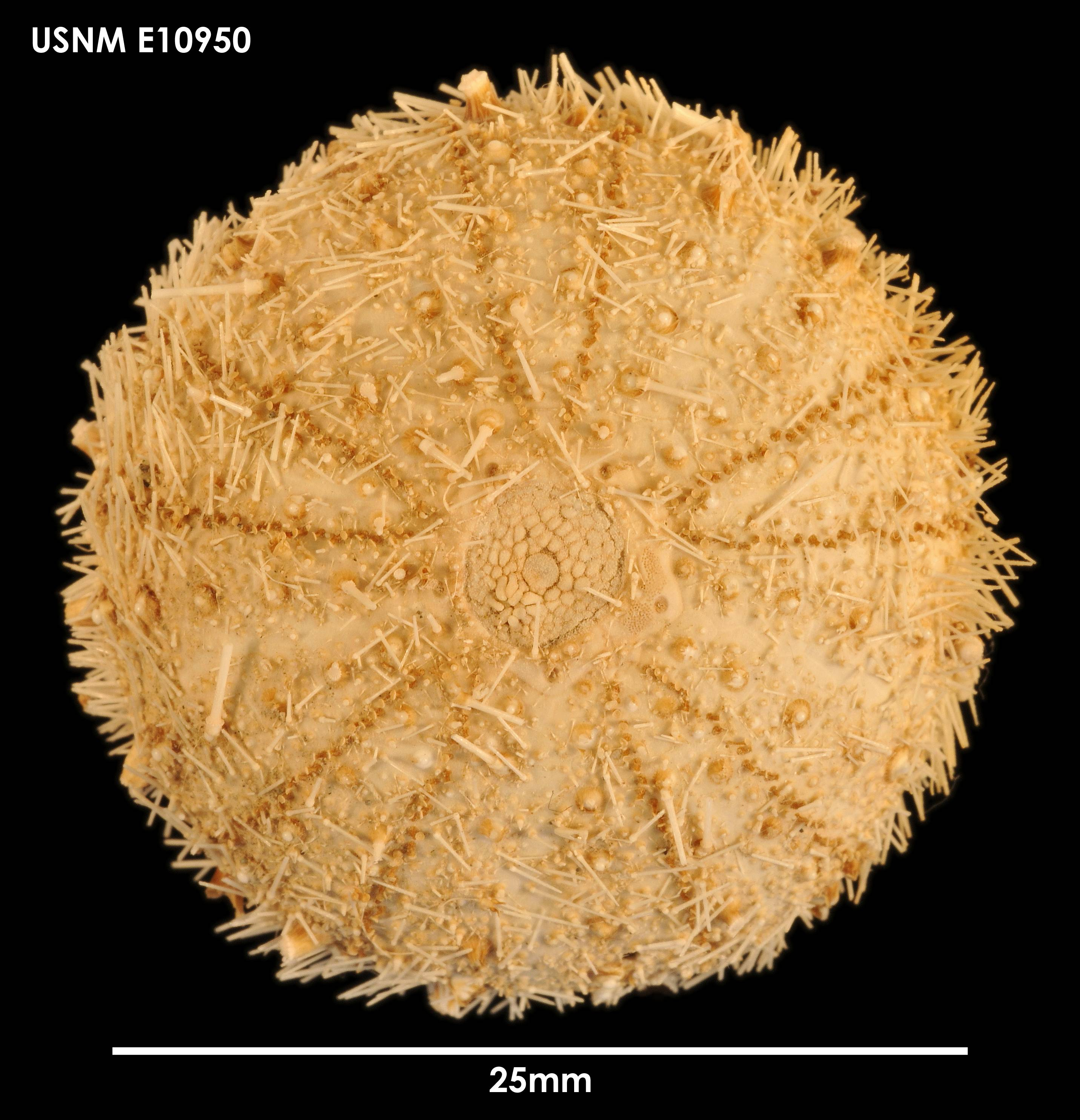
Sterechinus antarcticus.
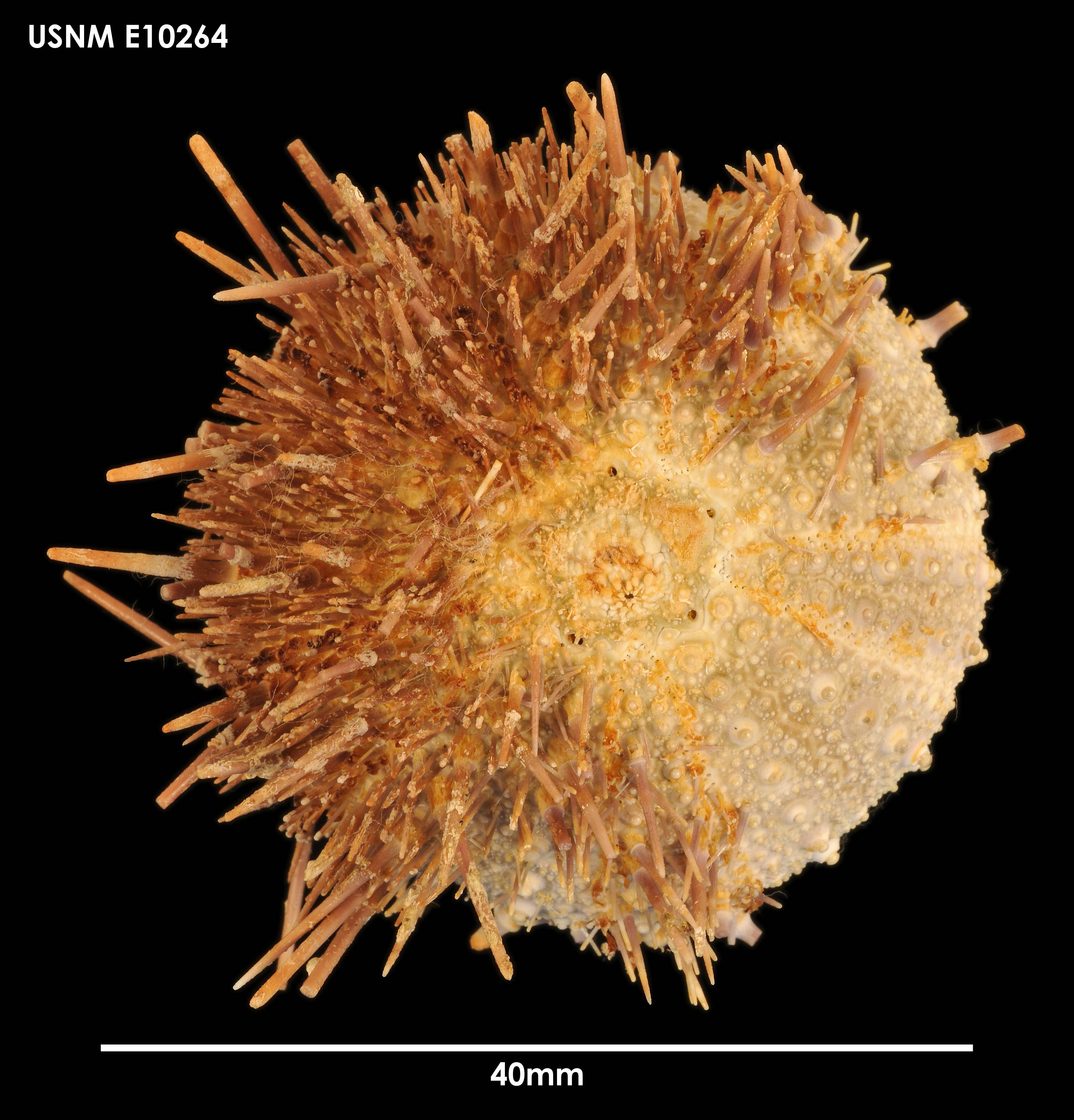
Sterechinus diadema.
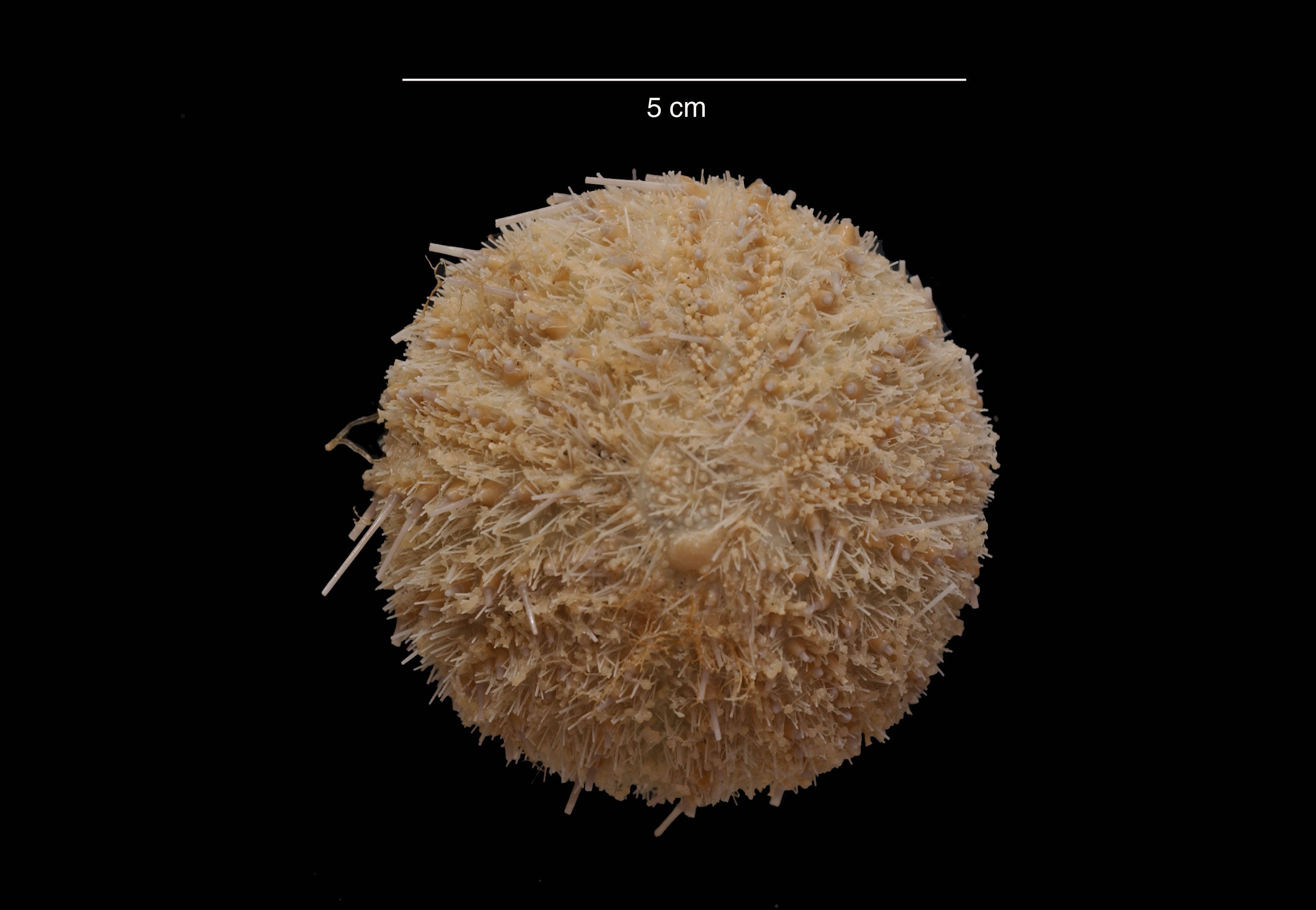
Sterechinus neumayeri.